# きらきら (eufoniusの曲)
「きらきら」は、riyaの作詞、菊地創の作曲・編曲によるeufoniusの曲である。

## 概要
2007年1月から3月まで放送されたテレビアニメ『ひまわりっ!!』のエンディング主題歌として使用された。ただし、eufoniusのオリジナル・バージョンが使用されたのは、全13話のうち第1話・第8話・最終話の3話である。それ以外の10話は以下のように、出演声優の歌唱による、役名の付いたキャラクターソング・バージョンが使用された。
- きらきら 〜Shikimi ver.〜（第2話・第9話・第12話） 歌：平野綾（しきみ役）
- きらきら 〜Himawari ver.〜（第3話・第6話・第10話） 歌：松本華奈（日向ひまわり役）
- きらきら 〜Himeji ver.〜（第4話） 歌：吉田真弓（ヒメジ役）
- きらきら 〜Azami ver.〜（第5話・第11話） 歌：白石涼子（あざみ役）
- きらきら 〜Yusura ver.〜（第7話） 歌：中田あすみ（ゆすら役）

同アニメのキャラクターソング・アルバム『ひまわりっ!! キラキラっ!! キャラクター♪song collection』（キングレコード、2007年3月7日発売）に、この5バージョン全てが収録されている。
シングルは、白石涼子による同アニメのオープニング主題歌「ソラ色のつばさ」との両A面シングル「ソラ色のつばさ/きらきら」として、2007年2月7日にキングレコードから発売された。なお、「ソラ色のつばさ」は白石単独のシングル（白石の他の曲とカップリング）としても同年1月24日に先行して発売されている。また、eufoniusのオリジナル・バージョンはeufoniusのアルバム『フォノン』（GloryHeaven、2011年11月23日発売）にも収録された。

## シングル「ソラ色のつばさ/きらきら」収録曲
「きらきら」は、eufoniusのオリジナル・バージョンと、『ひまわりっ!!』主人公・日向ひまわり役の松本華奈によるバージョンが収録されている。
1. ソラ色のつばさ
作詞：Asami、作曲・編曲：恩田快人
歌：白石涼子
2. きらきら
作詞：riya、作曲・編曲：菊地創
歌：eufonius
3. きらきら〜Himawari ver.〜
作詞：riya、作曲・編曲：菊地創
歌：松本華奈
4. ソラ色のつばさ（off vocal ver.）
5. きらきら（off vocal ver.）